# Pierre Clemens
Pierre Clemens (Redange, 2 d'agost de 1913 - Bettembourg, 26 d'agost de 1963) va ser un ciclista luxemburguès que fou professional entre 1936 i 1945. Durant aquests destaca la victòria al Campionat de Luxemburg en ruta de 1937.
El seu germà Mathias fou també un ciclista professional de 1935 a 1948.

## Palmarès
- 1937
  -  Campió de Luxemburg en ruta
  - 1r de la Nancy-Estrasburg
  - Vencedor d'una etapa de la Volta a Luxemburg
- 1939
  - 1r del Tour de l'Est Central
- 1942
  - 1r del Premi de Diekirch
- 1943
  - 1r del Gran Premi de Westmark
  - 1r d'una cursa americana a Breslau, amb Christophe Didier
  - Vencedor d'una etapa al Circuit de Luxemburg

### Resultats al Tour de França
- 1936. 4t de la classificació general
- 1937. Abandona (8a etapa)
- 1938. Abandona (15a etapa)
- 1939. 20è de la classificació general